# Pardosa qingzangensis
Pardosa qingzangensis este o specie de păianjeni din genul Pardosa, familia Lycosidae, descrisă de Hu în anul 2001. Conform Catalogue of Life specia Pardosa qingzangensis nu are subspecii cunoscute.